# سكورة أهل الوسط
سكورة أهل الوسط هي جماعة قروية تبعد عن مدينة وارزازات بمسافة 40 كلم وهي تابعة لي إقليم ورززات ضمن جهة سوس ماسة درعة بالمغرب. كان مجموع عدد سكان «بلدية سكورة أهل الوسط» 22.880 نسمة يعيشون في 3.445 أسرة.(تعداد السكان الرسمي 2004)
هي واحة نخيل تقع في الجنوب الشرقي لمدينة ورزازات السياحية والسينمائية (هوليود افريقيا)، بمناظرها الخلابة وقصباتها الأثرية الشامخة . تبعد واحة سكورة عن مركز مدينة ورزازات حوالي 40 كلم في اتجاه قلعة مكونة وتنغير. تمتد الواحة على طول ثلاثة وديان رئيسية؛ وادي دادس شرقا ووادي الحجاج الذي يخترقها من الوسط غربا وأخيرا وادي إمدري الذي يحدها غربا.